# Hvalrådet
Hvalrådet var et statsligt norsk organ, etableret 13. september 1929 ved kongelig resolution og fungerede frem til 1967, som blev oprettet for at administrere gennemførelsen af Hvalloven (1929) i Norge. Hvalrådet skulle bidrage til bedre kontrol inden for hvalfangsterhvervet, når det gjaldt fangstkvoter, fredning af arter og effektivisering af fangsten blandt andet ved at skabe mulighed for bedre samarbejde mellem rederne.  

## Oprettelse
Hvalrådet havde sin oprindelse i Hvalkomiteen, som blev etableret i 1924 under ledelse af professor Johan Hjort, med særligt mandat til at koordinere norske og britiske interesser i den da pågående genforhandling af interesserne i Antarktis (1926–29). Som led i reguleringen af fangsten på bardehval (lov af 21. juni 1929), blev Hvalrådet etableret. I 1929 var imidlertid de fleste hvalfangstselskaber begyndt med pelagisk hvalfangst og havde ikke længere det samme behov for de engelske koncessioner. Derfor blev Hvalloven mere indrettet på at sikre hvalbestanden end på at tilfredsstille engelske interesser, og Hvalrådet forvaltede lovværket.

## Organisering
Hvalrådet blev organiseret i to afdelinger. Den ene var videnskabelig og blev til Statens institutt for hvalforskning ved Universitetet i Oslo. Den anden var en administrativ instans, som først var underlagt Handelsdepartementet, men blev senere overflyttet først til Industridepartementet og siden til Fiskeridepartementet. Gennem denne organisering arbejdede rådet for at få større viden om hvaler og hvalfangst samtidig med, at det fungerede som en samordnende offentlig instans i spørgsmål, som vedrørte hvaler og hvalfangst. Blandt andet arbejdede rådet for at oprette International Whaling Statistics med henblik på at forhandle internationale fangstaftaler for hvaler.

## Sammensætning og virke
Oprindeligt havde Hvalrådet tre medlemmer, hvilket blev udvidet til syv i 1936, da Birger Bergersen overtog lederrollen, som blev udvidet til også at gælde international representation under forhandlinger på hvalfangstkonferencerne i London, Berlin og Oslo (1936–39), hvilket førte til den første internationale fangstaftale i 1936. Bergersen sad som leder til 1954, efterfulgt af Gunnar Jahn 1954-60, Gustav Sjaastad 1960-64 og Hans Th. Knudtzon 1964-67.

## Skrifter
Hvalrådet udgav den årlige International Whaling Statistics, samt skriftsserien Hvalrådets skrifter/Scientific results of marine biological research, hovedsageligt drevet af Biologisk laboratorium ved Universitetet i Oslo og Statens Institutt for hvalforskning (oprettet 1937).